# 法駕導引
法駕導引，宋詞牌名之一，以陳與義創作的《法駕導引·朝元路》為正體。詞以單調三十字，六句三平韻（或另有雙調），與詞牌憶江南相似。

## 格律
(紅色為平，藍色為仄，綠色為韻）

平中仄，平中仄（疊上三字），中仄仄平平。中仄中平平仄仄，中平平仄仄平平。平仄仄平平。

## 歷代詩人詞作
- 陳與義

朝元路，朝元路，同駕玉華君。千乘載花紅一色，人間遙指是祥雲。回望海光新。

## 外部鏈接
1. ↑  法駕導引 的存檔，存档日期2024-05-18.